# II Korpus (UHA)
II Korpus – korpus Ukraińskiej Armii Halickiej, utworzony na przełomie stycznia i lutego 1919 z grup bojowych „Schid”, „Stare Seło” i „Nawarija”. Początkowo nazywany Korpusem Oblężniczym, ponieważ jego wojska oblegały Lwów.

## Organizacja
Komenda korpusu znajdowała się w Bóbrce, dowódcą był płk Myron Tarnawski, potem płk Arnold Wolf. Szefem sztabu był ppłk Lajosz Papp de Janoszy, płk Alfred Schamanek, później kpt Ferdynand Loner. Korpus został zorganizowany na bazie grup bojowych „Wschód”, „Stare Sioło” i „Nawarija”.
W skład Korpusu wchodziły:
- 1 Brygada Piechoty Ukraińskich Strzelców Siczowych – dowódca mjr Osyp Bukszowanyj
- 2 Brygada Kołomyjska – dowódca ppłk Franz Tinkl, potem ppłk Anton Wymetal, szef sztabu K. Kupczenko
- 3 Brygada Bereżańska – dowódca ppłk Arnold Wolf, później mjr O. Łysiak, szef sztabu F. Zaputowycz
- 4 Brygada Złoczowska – dowódca mjr Stepan Szuchewycz, szef sztabu O. Łuckyj
- 2 pułk artylerii Strzelców Siczowych (2 baterie, podlegające bezpośrednio dowódcy korpusu)

## Działania
Podczas oblężenia Lwowa zajmował linie od Hrybowycz po Stawczany. Do kwietnia 1919 Korpus działał na linii frontu Grzybowce - Nawaria. Korpus brał udział w czerwcowej ofensywie, oraz w ofensywie na Kijów w lipcu i sierpniu 1919.